# Halt dein Maul
Halt dein Maul – drugi singel rapera Sido promujący jego trzeci solowy album Ich und meine Maske. Nagrane zostały dwie wersje ocenzurowaną i nieocenzurowaną, został też nakręcony klip.